# Alberto Ruz Lhuillier

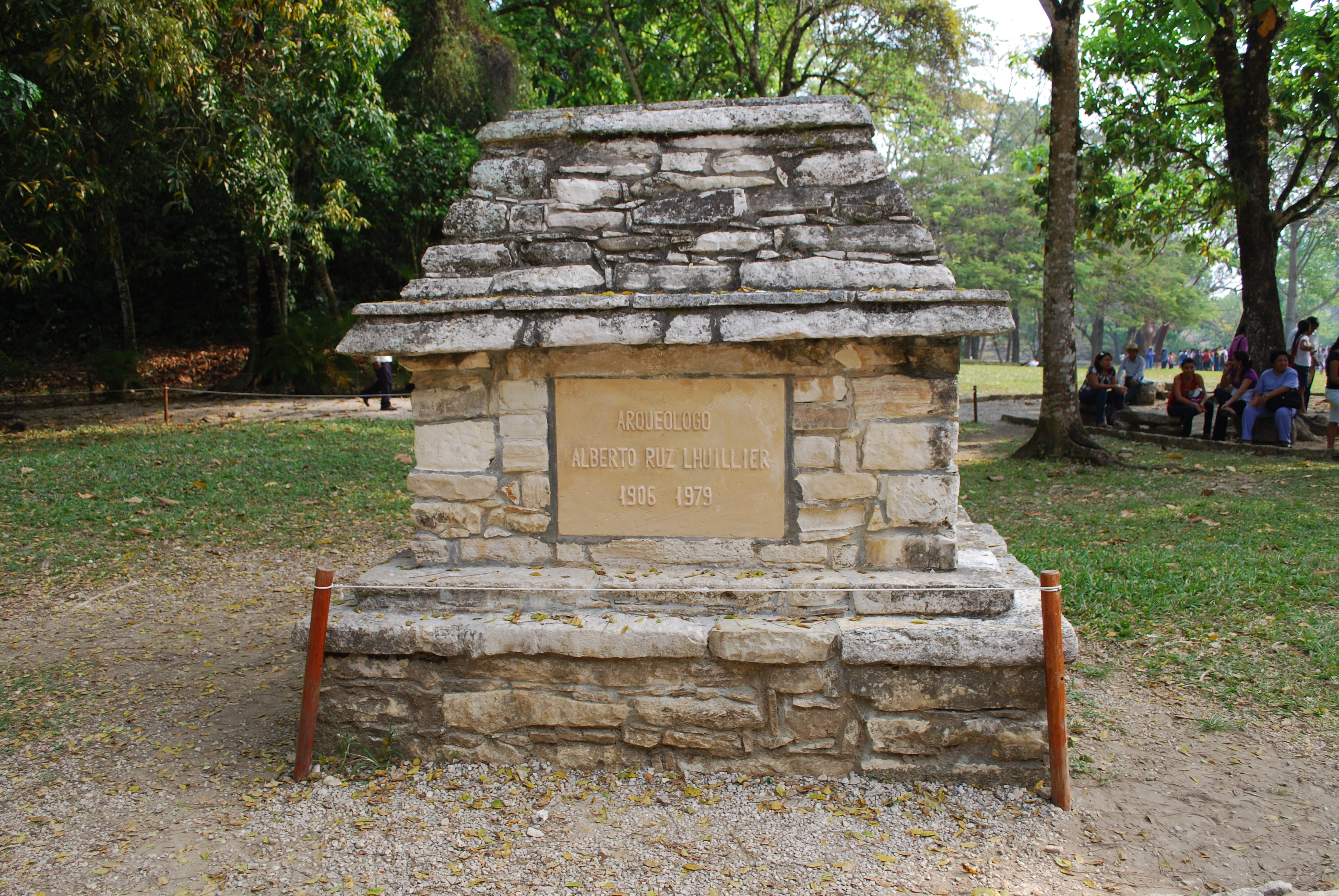
Grab Lhuilliers in Palenque

Alberto Ruz Lhuillier (* 27. Januar 1906 in Paris; † 25. August 1979 in Montreal) war ein mexikanischer Archäologe. International bekannt wurde er um 1950 durch die Entdeckung der bis dahin unberührten Grabkammer des Maya-Herrschers K'inich Janaab Pakal I. in der Ruinen-Stadt Palenque.

## Leben
Geboren als Sohn eines kubanischen Emigranten und einer Französin, studierte er zunächst an der École Commerciale in Paris, und später Agrarwissenschaften an der Universität von Havanna. Aus politischen Gründen mehrfach verhaftet und zwischenzeitlich nach Frankreich abgeschoben, emigrierte er 1935 nach Mexiko. 1949 wurde er dort von der staatlichen Denkmalschutzbehörde Instituto Nacional de Antropología e Historia (INAH) zum Direktor der archäologischen Fundstätten im Südosten des Landes ernannt. 1958 trat er – wiederum aus politischen Gründen – von diesem Posten zurück. Im weiteren Verlauf seiner Karriere unterrichtete er in Mexiko-Stadt Archäologie an der Nationaluniversität UNAM. Dort gründete er u. a. das Seminario de Culturas Mayas (ab 1970 Centro de Cultura Maya). Als Herausgeber einer bedeutenden Fachzeitschrift übte er so einen bleibenden Einfluss auf die mexikanische Archäologie aus. 1977 wurde er Direktor des mexikanischen Nationalmuseums für Anthropologie.